# 辻凪子
辻 凪子（つじ なぎこ、1995年9月1日 - ）は、日本の女優、映画監督。
大阪府出身。大阪府立東住吉高等学校芸能文化科、京都造形芸術大学映画学科俳優コース卒業（8期生）。DASH所属（Dプロモーション業務委託）。劇団間座座員。

## 略歴

### 女優として
東住吉高校芸能文化科在学中よりプロの舞台に立ち、黒木華らを輩出した京都造形芸術大学映画学科俳優コースへ進学すると演技を学びつつ映像作品にも進出し、在学中より大阪を拠点に多くの舞台やインディーズ映画に出演。2015年にはオーディションを経て第11回シネアスト・オーガニゼーション大阪（CO2）の俳優特待生に選出され、『誰もわかってくれない』で長編映画に初出演。2016年には間寛平が旗揚げした劇団間座に加わり、同年度後期放送のNHK連続テレビ小説『べっぴんさん』に出演。2017年度後期放送のNHK連続テレビ小説『わろてんか』では「安来節乙女組」メンバー・小豆沢とわ役を好演して黒木華らに続く新たな「昭和顔」女優として注目を浴びた。
2018年3月に大学を卒業し、同年より上京して拠点を東京に移し活動を開始。2021年1月より所属事務所をDASHへ移籍し、令和の喜劇女優を目指している。
2021年4月には古川琴音と共演したParaviのCMでテレビCMに初出演。

### 映画監督として
大学在学中に受講した青山真治と北小路隆志が指導するゼミの課題として、2回生時に自ら主演を務め初監督作品となる『ゆれてますけど。』、3回生時に村上由規乃との共同監督で自らの主演で『しあわせのオカメウンコ』を製作。『ゆれてますけど。』は2016年にイギリス・ロンドンで開催されたインディペンデント映画の国際的な映画祭でクリスタルパレス国際映画祭に入選し最終日の「Gala Finale, Comedy Films & Awards Evening」にて上映された。
2017年9月には、アルバイト先のパン屋をクビになった自身の体験をもとに阪元裕吾との共同監督で制作した『ぱん。』がMOOSIC LAB 2017の短編部門にてグランプリを受賞し、主演を務めた自らも最優秀女優賞を受賞。同作は翌2018年3月に開催されたゆうばり国際ファンタスティック映画祭2018のインターナショナル・ショートフィルム・コンペティション部門にて応募総数339作品の中からグランプリを受賞、また同年7月に韓国で開催された富川国際ファンタスティック映画祭の短編コンペティションにて審査員特別賞を受賞した。
2019年3月公開のミライスカート・林奈緒美の主演映画『クレイジーアイランド 奈緒美の愛と青春と狂気の爆走ロード』で阪元との共同で監督および脚本を担当し商業映画にも進出。活動弁士の大森くみことのタッグにより、活弁での上映を前提とする新作無声映画『I AM JAM ピザの惑星危機一髪!』の製作を予定し、クラウドファンディングの募集告知も兼ねて大森と開催したイベントでは自らも『月世界旅行』の活弁に挑戦した。
俳優・監督として活躍した伊丹十三や大林宣彦に憧れ、女優としての活動を基本としつつ年に1本は作品を撮りたいとしている。

## 人物
身長は158cm。スリーサイズはB81cm、W68cm、H87cm。靴のサイズは24cm。
幼い頃から英国のコメディー「MR．ビーン」に憧れ、コメディエンヌを目指し、転じて女優の道へ走った。
趣味は絵を描くこと（イラスト、絵画、漫画）。
特技は絵を描くこと、落語、三味線、ピアノ、タンバリン。

## 出演

### 映画
- 野坊の恋（2014年） - 主演
- 頼りない人々（2014年）
- pray（2015年）
- 誰もわかってくれない（2015年） - 主演
- マイルドヤンキー（2015年）
- ゆれてますけど。（2016年） - 主演
- 黒い暴動♥（2016年）
- 好きでもないくせに（2016年）
- しあわせのオカメウンコ（2016年）
- べー。（2017年）[注 2] - 主演
- 大観覧車（2017年、日韓合作）
- ぱん。（2017年） - 主演
- ウィッチ・フウィッチ（2017年） - リンゴ 役
- ファミリー☆ウォーズ（2018年） - 松岡真央 役
- オーファンズ・ブルース（2018年）[注 3] - ユリ 役
- カルチェ（2018年）[注 4]
- 霞立つ（2018年）
- さよならも出来ない（2017年）
- 菊とギロチン（2018年）
- 温泉しかばね芸者（2019年）[注 5] - 主演
- シオリノインム（2019年）
- 青のハスより（2019年）
- ZACO（2019年） - 主演
- 東京の恋人（2019年）
- 生きる、理屈（2020年）
- 恋の墓（2020年） - アコ 役
- 法華戦隊ミョウレンジャー（2020年） - 主演
- CHAIN/チェイン（2020年） - お鈴 役
- 大阪少女 スピンオフ（2020年）
- すき焼きばあばのダンシングタイム（2020年）
- 浅草九物語（2020年）
- 僕たちは変わらない朝を迎える（2020年）
- ベイビーわるきゅーれ（2021年）
- かそけきサンカヨウ（2021年）
- ペルセポネーの泪（2021年） - 和久井 役
- I AM JAM ピザの惑星危機一髪！（2022年） - 主演・活弁
- ハザードランプ（2022年、公開中止）
- 風の中のピアノ（2022年） - 主演・柚 役[注 6][28]
- 凪の憂鬱（2023年） - 主演　※2018年からのドラマシリーズにも出演
- 女囚霊（2023年）[29]
- 渇愛の果て、（2024年） - 山元渚 役[30]
- 夜のまにまに（2024年）[31]
- くすぶりの狂騒曲（2024年） - 山岸あかり 役[32]
- みんな笑え（2025年） - 希子 役[33]
- 逆火（2025年）[34]
- 法廷の死神 第1章（2025年） - 秋山美香 役[35]

### テレビドラマ
- 連続テレビ小説（NHK）
  - べっぴんさん（2016年12月8日） - 大急百貨店の子連れのお客さん 役
  - わろてんか（2017年12月25日 - 2018年1月6日） - 安来節乙女組・小豆沢とわ 役
  - まんぷく（2019年2月8日） - 松岡恵子 役
  - なつぞら（2019年） - 東洋動画社員 役
  - スカーレット 第22週（2020年3月2日 - 3月7日） - 岬⼩百合 役
  - おちょやん（2021年4月30日 - 5月14日） - 次女・乙子（根岸恵子） 役
  - ブギウギ 第20週 - 第26週（2024年2月12日 - 3月29日） - 夜の女・マキ 役
  - おむすび 第18週 - 第25週（2025年2月4日 - 3月28日） - 篠宮朱里 役[36]
- GIVER 復讐の贈与者 第3話（2018年7月28日、テレビ東京） - 涼子 役（主人公が女装時の声）
- 怒Sナイトの乱〜やっぱりテレビ関係者は観ないでください〜（2019年2月2日 - 23日、SBSテレビ） - 阿部みか 役
- フルーツ宅配便 第10話（2019年3月16日、テレビ東京）
- 猪又進と8人の喪女〜私の初めてもらってください〜 第6話（2019年11月29日、関西テレビ / 2020年2月24日、BSフジ） - クロービー 役
- シリーズ横溝正史短編集II 金田一耕助 踊る!（2020年1月18日 - 2月1日、NHK BSプレミアム）
  - 第1回「貸しボート13号」
  - 第2回「華やかな野獣」 - 高杉啓一 役
  - 第3回「犬神家の一族」
- 荒ぶる季節の乙女どもよ。（2020年9月9日 - 10月28日、MBS / TBS）
- 彼女のウラ世界（2021年3月、フジテレビTWO / ひかりTVチャンネル）
- シェフは名探偵 第6話（2021年7月12日、テレビ東京）- マキコ 役
- ひねくれ女のボッチ飯（2021年7月2日 - 8月20日、テレビ東京） - 飯島彩花 役
- スナック キズツキ 第1話（2021年10月9日、テレビ東京）
- 晩酌の流儀（2022年7月2日 - 8月20日、テレビ東京） - 富川葵 役[37]
  - 晩酌の流儀 年末スペシャル 〜一年の最後に、最高の一杯を〜（2022年12月31日）[38]
  - 晩酌の流儀2（2023年7月8日 - 9月23日）[39]
  - 晩酌の流儀3（2024年6月29日 - 9月21日）[40]
  - 晩酌の流儀4 〜夏編〜（2025年6月28日 - ）[41]
- 合コンに行ったら女がいなかった話（2022年10月21日 - 12月23日、関西テレビ 他） - 水柿しゅう 役
- 完全に詰んだイチ子はもうカリスマになるしかないの（2022年11月2日 - 12月21日、テレビ東京） - 天沢真雪 役
- コンビニ★ヒーローズ〜あなたのSOSいただきました!!〜 第8話（2022年11月30日、関西テレビ 他） - 亜紀 役[42]
- 帰ってきたらいっぱいして。（2023年10月20日 - 12月22日、読売テレビ） - 漆原このみ 役[43][44]
- 民王R 第1話（2024年10月22日、テレビ朝日） - 冴島聡子 役
- ウルトラマンアーク 第21話（2024年12月7日、テレビ東京） - 芝アオイ 役
- 家政夫のミタゾノ 第7シーズン 最終回（2025年3月11日、テレビ朝日） - 張本直美 役[45]
- しあわせな結婚（2025年7月17日 - 、テレビ朝日） - 曽我 役[46]

### テレビアニメ
- ゴー!ゴー!キッチン戦隊クックルン（2024年4月16日 - 、NHK Eテレ） - ブイヨン、ポンチョ、怪人 役

### テレビ番組
- THE航空パニック2025（2025年6月24日、フジテレビ） - インディアン航空814便ハイジャック事件の日本人乗客 役（再現ドラマ）

### 舞台

#### 劇団間座
- 恋の虫（2016年） - 主演
- 発明王（2017年）
- ホーリーナイト・アーヘーナイト（2017年）
- 「アヘ」は夜更け過ぎに「ウヒハ」と変わるだろう（2018年）
- 芸能生活50周年まであと1年！ 本気の寛平まつり！ 〜仁義なき戦い新喜劇死闘編〜（2019年）

#### その他
- 紅の半纏（2013年、あさの@しょーいち堂）
- 旅立ちのご予約承ります（2013年）
- S.S.O Vol.5（2014年、カンセイの法則&10デシリットル）
- 遮光器〜サングラス・グループの結成〜（2014年、カムカムミニキーナ）
- 期期期鱗（2015年、0 LIMIT）
- コモンのミラクル大作戦（2015年、橋田雄一郎のカンパニー）
- LIGHTS（2016年、ENBUゼミナール）
- ハイタウン2016（2016年、ヨーロッパ企画）
- 銀の系譜（2016年、リリパットアーミーII）
- コントロール（2016年、0 LIMIT） - ヒロイン
- 僕、主人公でいいですか?（2017年） - ヒロイン
- 風のピンチヒッター'17（2017年、吉本新喜劇 佐藤太一郎企画）
- エートー・オブ・ザ・デッド（2017年、橋田雄一郎のカンパニー）
- 既読アリ（2017年、黒田たもつPresents）
- おかえり（2018年、劇団コケコッコー）
- 夏の魔球ʼ18（2018年、吉本新喜劇 佐藤太一郎企画）
- 沈黙の朝、鳥の歌が聴こえていた（2018年、MANHOLE TEATER）
- 恋の文（2018年、劇団コケコッコー）
- 雨やどり（2019年、劇団コケコッコー)
- 憧れのデコラティブライフ（2019年、テノヒラサイズ）
- あつい胸騒ぎ（2019年、iaku） - 主演
- 鈴虫のこえ、宵のホタル（2020年、チーズtheater）
- 愛について語るときは静かにしてくれ（2023年、コンプソンズ）主演 小春 役

### ミュージックビデオ
- 眉村ちあき「おじさん」（2020年）
- Saucy Dog「sugar」（2021年）

### CM
- Paravi（2021年）
  - 「ドラマの欲求、満たします。」篇
  - 「もっとバラエティ楽しみたいやん。」篇
  - 「テレビじゃ推し足りないアナタに。」篇

## 作品

### 映画（作品）
- ゆれてますけど。（2016年） - 監督
- しあわせのオカメウンコ（2016年） - 監督[注 7]
- ぱん。（2017年） - 監督[注 8]
- クレイジーアイランド 奈緒美の愛と青春と狂気の爆走ロード（2017年） - 監督・脚本[注 8]
- すき焼きばあばのダンシングタイム（2020年） - 監督
- I AM JAM ピザの惑星危機一髪！（2022年） - 監督

## 受賞
- ロンドン・クリスタルパレス国際映画祭 入選（『ゆれてますけど。』）
- MOOSIC LAB 2017 短編部門
  - グランプリ（『ぱん。』）
  - 最優秀女優賞（『ぱん。』）
- ゆうばり国際ファンタスティック映画祭 インターナショナル・ショートフィルム・コンペティション部門 グランプリ（『ぱん。』）
- 富川国際ファンタスティック映画祭 短編コンペティション 審査員特別賞（『ぱん。』）